# Margaretenkirche (Römershofen)

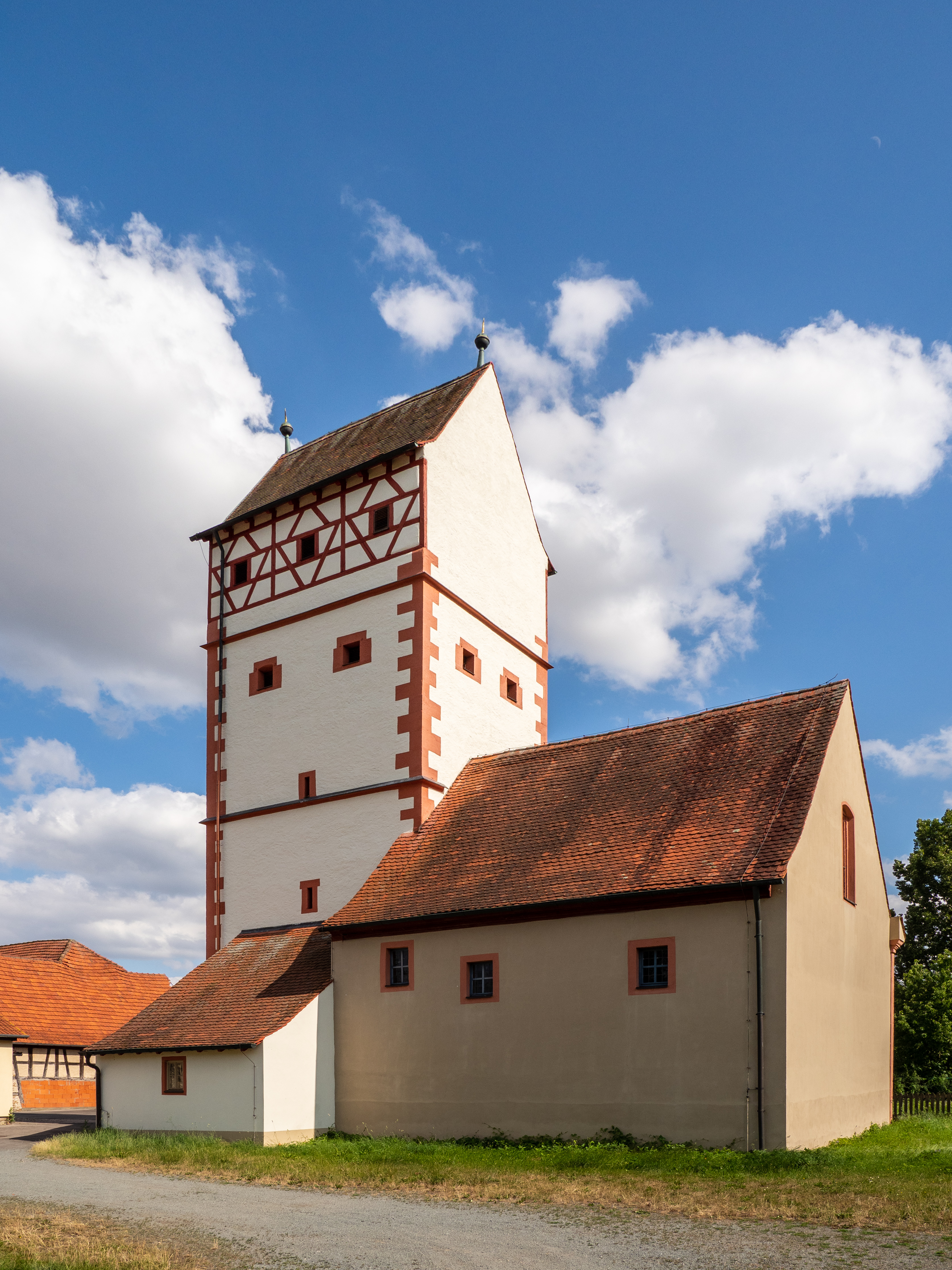
Margaretenkirche (Römershofen)

Die evangelisch-lutherische Margaretenkirche steht in Römershofen, einem Gemeindeteil der Gemeinde Königsberg in Bayern im Landkreis Haßberge (Unterfranken, Bayern). Das denkmalgeschützte Gotteshaus hat einen spätgotischen Chor. Die Kirche gehört zur Pfarrei Oberhohenried im Dekanat Rügheim im Kirchenkreis Bayreuth der Evangelisch-Lutherischen Kirche in Bayern.

## Beschreibung
Der mit einem Satteldach bedeckte Chorturm der Saalkirche wurde 1492 erbaut. Sein oberstes Geschoss besteht aus Holzfachwerk. An den Chorturm wurde 1703 das mit einem Satteldach bedeckte Langhaus nach Westen angebaut. Die Sakristei befindet sich unter einem Pultdach an der Nordwand des Chorturms.